# دو پتل
دِو پتل (انگلیسی: Dev Patel؛ زادهٔ ۲۳ آوریل ۱۹۹۰) بازیگر بریتانیایی است. او کار خود را با بازی در مجموعهٔ درام نوجوانانهٔ اسکینز (۲۰۰۷) آغاز کرد. نقش برجستهٔ او با بازی در درام میلیونر زاغه‌نشین (۲۰۰۸) به‌دست آمد، که پتل برای آن نامزد جایزه بفتای بهترین بازیگر نقش اول مرد شد.
حرفهٔ پتل با نقش‌های اصلی در درام‌های کمدی بهترین هتل عجیب مریگولد (۲۰۱۱) و دومین هتل فوق‌العاده شگفت‌انگیز ماریگولد (۲۰۱۵)، تریلر علمی تخیلی چپی (۲۰۱۵) و نقش مکمل در سریال اتاق خبر (۲۰۱۲–۲۰۱۴) پیشرفت کرد. پتل برای بازی در درام شیر (۲۰۱۶) برندهٔ جایزه بفتای بهترین بازیگر نقش مکمل مرد و نامزد جایزه اسکار بهترین بازیگر نقش مکمل مرد شد. او سپس در فیلم‌های مستقل هتل بمبئی (۲۰۱۸)، زندگی شخصی دیوید کاپرفیلد (۲۰۱۹) و شوالیه سبز (۲۰۲۱) بازی کرد و نخستین کارگردانی خود را با فیلم اکشن مرد میمونی (۲۰۲۴) تجربه کرد.

## زندگی
دِو پتل در ۲۳ آوریل ۱۹۹۰ در منطقه هرو لندن زاده شد. مادرش آنیتا، پرستار افراد نیازمند، و پدرش راجو، مشاوره فناوری اطلاعات است. والدین او هندوهای گجراتی اهل هندی هستند، اگرچه هر دو در نایروبی، کنیا (جایی که شمار قابل توجهی هندی وجود دارد) به دنیا آمدند. آن‌ها در نوجوانی جداگانه به انگلستان مهاجرت کردند و نخستین بار در لندن همدیگر را ملاقات کردند. پتل با مذهب هندو بزرگ شد. او کمی به زبان گجراتی صحبت می‌کند. نیاکان او اهل جام‌نگر و اونجا در گجرات هند بودند. او در منطقه راینرز لین در هرو لندن بزرگ شد و در مدرسه ابتدایی لانگفیلد و دبیرستان ویتمور تحصیل کرد. پتل نخستین بازیگری خود را در نقش سِر اندرو آگوچیک در نمایش شب دوازدهم که در مدرسه اجرا شد، داشت.

## فیلم‌شناسی

### سینما
| سال  | عنوان                                  | نقش                       | یادداشت                                                     |
| ---- | -------------------------------------- | ------------------------- | ----------------------------------------------------------- |
| ۲۰۰۸ | میلیونر زاغه‌نشین                       | جمال ملک                  |                                                             |
| ۲۰۱۰ | آخرین بادافزار                         | شاهزاده زوکو              |                                                             |
| ۲۰۱۱ | بهترین هتل عجیب مریگولد                | سونی کاپور                |                                                             |
| ۲۰۱۲ | درباره چری                             | آندره                     |                                                             |
| ۲۰۱۴ | جاده درون                              | الکس                      |                                                             |
| ۲۰۱۵ | دومین هتل فوق‌العاده شگفت‌انگیز ماریگولد | سانی کوپر                 |                                                             |
| ۲۰۱۵ | چپی                                    | دون ویلسون                |                                                             |
| ۲۰۱۶ | مردی که بی‌نهایت را می‌دانست             | سرینیواسا رامانوجان       |                                                             |
| ۲۰۱۶ | همین دیروز                             | صداپیشه توششیو            | دوبله انگلیسی                                               |
| ۲۰۱۶ | شیر                                    | سارو برریلی               |                                                             |
| ۲۰۱۸ | هتل بمبئی                              | آرجون                     |                                                             |
| ۲۰۱۸ | مهمان عروسی                            | جی                        |                                                             |
| ۲۰۱۹ | زندگی شخصی دیوید کاپرفیلد              | دیوید کاپرفیلد            |                                                             |
| ۲۰۱۹ | بدنم را گم کردم                        | نائوفل (صداپیشه)          | دوبله انگلیسی                                               |
| ۲۰۲۰ | روبوروفسکی                             |                           | فیلم کوتاه؛ نویسندگی و کارگردانی مشترک با تیلدا کابهام-هروی |
| ۲۰۲۱ | شوالیه سبز                             | گاوین                     |                                                             |
| ۲۰۲۳ | داستان شگفت‌انگیز هنری شوگر             | دکتر چاترجی / جان وینستون | فیلم کوتاه                                                  |
| ۲۰۲۳ | سم                                     | ودز                       | فیلم کوتاه                                                  |
| ۲۰۲۴ | مرد میمونی                             | کید                       | همچنین نویسنده، تهیه‌کننده و کارگردان                        |
| ۲۰۲۵ | تله خرگوش                              |                           |                                                             |

### تلویزیون
| سال       | عنوان      | نقش         | یادداشت  |
| --------- | ---------- | ----------- | -------- |
| ۲۰۰۷–۲۰۰۸ | اسکینز     | انور خرال   | ۱۸ قسمت  |
| ۲۰۰۹      | آقای یازده | پیشخدمت هتل | قسمت ۱٫۱ |
| ۲۰۱۲–۲۰۱۴ | اتاق خبر   | نیل سامات   | ۲۲ قسمت  |
| ۲۰۱۹      | عشق امروزی | جاشوا       | ۲ قسمت   |

### بازی ویدئویی
| سال  | عنوان          | نقش  | یادداشت |
| ---- | -------------- | ---- | ------- |
| ۲۰۱۰ | آخرین بادافزار | زوکو |         |

## جوایز

### جایزه اسکار
| سال  | دسته                      | اثر نامزد شده | نتیجه    |
| ---- | ------------------------- | ------------- | -------- |
| ۲۰۱۶ | جایزه اسکار بهترین بازیگر | شیر           | نامزدشده |

### جایزه بفتا
| سال  | دسته                      | اثر نامزد شده    | نتیجه    |
| ---- | ------------------------- | ---------------- | -------- |
| ۲۰۰۸ | جایزه بفتای بهترین بازیگر | میلیونر زاغه‌نشین | نامزدشده |
| ۲۰۱۶ | جایزه بفتای بهترین بازیگر | شیر              | برنده    |

### جایزه گلدن گلوب
| سال  | دسته                       | اثر نامزد شده | نتیجه    |
| ---- | -------------------------- | ------------- | -------- |
| ۲۰۱۶ | جایزه گلدن گلوب بهترین باز | شیر           | نامزدشده |

### جایزه انجمن بازیگران فیلم
| سال  | دسته                                                         | اثر نامزد شده           | نتیجه    |
| ---- | ------------------------------------------------------------ | ----------------------- | -------- |
| ۲۰۰۸ | جایزه برای عملکرد خارق‌العاده توسط بازیگران در یک تصویر متحرک | میلیونر زاغه‌نشین        | برنده    |
| ۲۰۰۸ | جایزه برای عملکرد عالی یک بازیگر مرد در نقش مکمل             | میلیونر زاغه‌نشین        | نامزدشده |
| ۲۰۱۲ | جایزه برای عملکرد خارق‌العاده توسط بازیگران در یک تصویر متحرک | بهترین هتل عجیب مریگولد | نامزدشده |
| ۲۰۱۶ | جایزه برای عملکرد عالی یک بازیگر مرد در نقش مکمل             | شیر                     | نامزدشده |

### جایزه اکتا
| سال  | دسته                                   | اثر نامزد شده | نتیجه    |
| ---- | -------------------------------------- | ------------- | -------- |
| ۲۰۱۶ | جایزه بین‌المللی بهترین بازیگر نقش مکمل | شیر           | برنده    |
| ۲۰۱۷ | جایزه بهترین بازیگر نقش مکمل           | شیر           | برنده    |
| ۲۰۱۹ | جایزه بهترین بازیگر نقش اول مرد        | هتل بمبئی     | نامزدشده |

### جوایز پرده نمایش آسیا پاسفیک
| سال  | دسته                            | اثر نامزد شده | نتیجه    |
| ---- | ------------------------------- | ------------- | -------- |
| ۲۰۱۶ | جایزه بهترین بازیگر نقش اول مرد | شیر           | نامزدشده |

### جایزه بلک ریل
| سال  | دسته                            | اثر نامزد شده    | نتیجه |
| ---- | ------------------------------- | ---------------- | ----- |
| ۲۰۰۸ | بهترین بازیگر                   | میلیونر زاغه‌نشین | برنده |
| ۲۰۰۸ | بهترین عملکرد دستیابی به موفقیت | میلیونر زاغه‌نشین | برنده |

### جایزه فیلم ایندیپندنت اسپیریت بریتانیا
| سال  | دسته                         | اثر نامزد شده    | نتیجه |
| ---- | ---------------------------- | ---------------- | ----- |
| ۲۰۰۸ | جایزه تازه‌وارد امیدوار کننده | میلیونر زاغه‌نشین | برنده |

### انجمن منتقدان فیلم شیکاگو
| سال  | دسته                         | اثر نامزد شده    | نتیجه |
| ---- | ---------------------------- | ---------------- | ----- |
| ۲۰۰۸ | جایزه تازه‌وارد امیدوار کننده | میلیونر زاغه‌نشین | برنده |

### جایزه گزینش منتقدان فیلم
| سال  | دسته                                 | اثر نامزد شده    | نتیجه    |
| ---- | ------------------------------------ | ---------------- | -------- |
| ۲۰۰۸ | جایزه بهترین بازیگر جوان             | میلیونر زاغه‌نشین | برنده    |
| ۲۰۱۶ | بهترین بازیگر نقش اول مرد در یک فیلم | شیر              | نامزدشده |

### جوایز فیلم بریتانیا عصرانه استاندارد
| سال  | دسته          | اثر نامزد شده | نتیجه    |
| ---- | ------------- | ------------- | -------- |
| ۲۰۱۶ | بهترین بازیگر | شیر           | نامزدشده |

### جایزه تمشک طلایی
| سال  | دسته                    | اثر نامزد شده  | نتیجه    |
| ---- | ----------------------- | -------------- | -------- |
| ۲۰۱۰ | جایزه تمشک طلایی بدترین | آخرین بادافزار | نامزدشده |

### انجمن منتقدان فیلم هوستون
| سال  | دسته               | اثر نامزد شده | نتیجه    |
| ---- | ------------------ | ------------- | -------- |
| ۲۰۱۶ | بهترین بازیگر مکمل | شیر           | نامزدشده |

### جایزه سینمایی و تلویزیونی ام‌تی‌وی
| سال  | دسته                                      | اثر نامزد شده    | نتیجه    |
| ---- | ----------------------------------------- | ---------------- | -------- |
| ۲۰۰۸ | جایزه بهترین بوسه (مشترک با فریدا پینتو)  | میلیونر زاغه‌نشین | نامزدشده |
| ۲۰۰۸ | جایزه بهترین عملکرد دستیابی به موفقیت مرد | میلیونر زاغه‌نشین | نامزدشده |

### جایزه ایمیج
| سال  | دسته                                              | اثر نامزد شده    | نتیجه    |
| ---- | ------------------------------------------------- | ---------------- | -------- |
| ۲۰۰۸ | جایزه بازیگر مکمل برجسته در یک تصویر متحرک        | میلیونر زاغه‌نشین | نامزدشده |
| ۲۰۱۳ | جایزه بازیگر نقش مکمل مرد برجسته در یک سریال درام | سریال اتاق خبر   | نامزدشده |

### هیئت ملی بازبینی فیلم
| سال  | دسته                            | اثر نامزد شده    | نتیجه |
| ---- | ------------------------------- | ---------------- | ----- |
| ۲۰۰۸ | بهترین عملکرد دستیابی به موفقیت | میلیونر زاغه‌نشین | برنده |

### جشنواره بین‌المللی سنتا باربارا
| سال  | دسته        | اثر نامزد شده | نتیجه    |
| ---- | ----------- | ------------- | -------- |
| ۲۰۱۶ | جایزه برتری | شیر           | نامزدشده |

### جایزه ستلایت
| سال  | دسته                                      | اثر نامزد شده | نتیجه    |
| ---- | ----------------------------------------- | ------------- | -------- |
| ۲۰۱۶ | جایزه بهترین بازیگر نقش مکمل - تصویر حرکت | شیر           | نامزدشده |

### جایزه ساترن
| سال  | دسته                            | اثر نامزد شده    | نتیجه    |
| ---- | ------------------------------- | ---------------- | -------- |
| ۲۰۰۸ | بهترین عملکرد جوانان در یک فیلم | میلیونر زاغه‌نشین | نامزدشده |

### انجمن منتقدان فیلم سنت لوئیس
| سال  | دسته                   | اثر نامزد شده | نتیجه    |
| ---- | ---------------------- | ------------- | -------- |
| ۲۰۱۶ | بهترین بازیگر نقش مکمل | شیر           | نامزدشده |